# Więzień sumienia
Więzień sumienia – osoba uwięziona lub poddana innym ograniczeniom fizycznym wyłącznie z powodu swoich poglądów politycznych lub społecznych, która jednocześnie w swoich działaniach nie nawoływała, ani nie uciekała się do przemocy.

## Więźniowie sumienia w Polsce
Art. 107 kkw przewiduje, że więźniowie sumienia, czyli skazani za przestępstwo bez użycia przemocy, popełnione z motywacji religijnej, politycznej lub ideowej, odbywają karę w oddzieleniu od skazanych za inne przestępstwa. Mają także prawo do korzystania z własnej odzieży, bielizny i obuwia oraz nie podlegają obowiązkowi pracy.
Jeszcze w 1994 r. osoby sprzeciwiające się obowiązkowej służbie wojskowej w Polsce nadal przebywały w więzieniu przez okres roczny (podobnie jak za czasów PRL-owskich) i były uznawane przez Amnesty International za więźniów sumienia. Pobór przymusowy w Polsce zniesiono w 2009 r.

## Przykładowi więźniowie sumienia
- Siarhiej Cichanouski – białoruski bloger, opozycjonista krytykujący politykę Aleksandra Łukaszenki, niedoszły kandydat na urząd Prezydenta Białorusi w 2020 roku. Aresztowany podczas zbierania podpisów pod listą poparcia, a następnie oskarżony o organizację lub przygotowywanie poważnego naruszenia porządku publicznego, utrudnianie wyborów oraz ingerowanie w prace Centralnej Komisji Wyborczej. Przebywał w areszcie od 29 maja 2020[5]. 14 grudnia 2021 został skazany na 18 lat kolonii karnej[5]. W lutym 2023 orzeczono wobec niego dodatkową karę półtora roku pozbawienia wolności[6].

- Patrick Zaki – egipski aktywista, pracujący jako badacz praw człowieka w Egipskiej Inicjatywie Praw Osobistych, gdzie zajmuje się prawami mniejszości seksualnych i kwestiami związanymi z płcią. 7 lutego 2020 został aresztowany na lotnisku w Kairze, gdzie następnie poddano go torturom. Na podstawie kilku postów zamieszczonych przez Zakiego na jego profilu na Facebooku, postawiono mu zarzuty rozpowszechniania fałszywych wiadomości, podżegania do protestów, nawoływania do przemocy i działalności terrorystycznej. Zaki został ostatecznie skazany na trzy lata więzienia w dniu 18 lipca 2023 r., ale został ułaskawiony przez prezydenta Egiptu Abdela Fattaha el-Sisiego i zwolniony następnego dnia[7].
- Ojub Titijew – czeczeński obrońca praw człowieka działający w Stowarzyszeniu Memoriał, gdzie świadczył pomoc ofiarom ciężkich naruszeń praw człowieka – tortur i wymuszonych zaginięć oraz pomagał rodzinom osób zabitych przez służby związane z władzami republiki. 9 stycznia 2019 Titijewa zatrzymano, gdy jechał samochodem, został on następnie aresztowany i przeszukany na komisariacie policji. W pojeździe władze znalazły narkotyki, które najprawdopodobniej zostały mu podrzucone. 18 marca 2019 sąd w Szali skazał go na cztery lata pobytu w kolonii karnej typu otwartego. 10 czerwca 2019 został warunkowo zwolniony[8][9].